# コンドル (ゴルフ)
コンドルとは、ゴルフ競技で規定打数から4打少なくホールを終了した場合のことで、「ダブルアルバトロス」や「トリプルイーグル」とも言う。

## 解説
コンドルの名は他のゴルフ用語と同様に鳥類のコンドルに由来している。コンドルの達成にはロングホール（パー5）でホールインワンすることや、珍しいパー6やパー7のコースでそれぞれ2打や3打でホールアウトすることが求められ、長きにわたって空想上の産物であったが、近年のゴルフ用具の進歩に伴って実際に数回記録されている。
しかしながら現代の用具をもってしても500ヤード以上の飛距離を記録できるプレイヤーはごく限られている。このため、実際に記録された例は、フェアウェイが大きく湾曲したドッグレッグや馬蹄形などのコースでショートカットを狙う場合や、標高が高い場所で空気が薄く空気抵抗が少ないといった、特殊な条件に恵まれたものである。
コンドルより1打少ない打数でカップインすると、オーストリッチ（ダチョウに由来）と呼ばれるが、パー5以下では達成することはできないため見られることはまれである。

## コンドルの例
これまでに4例が知られている。2013年現在、プロゴルフトーナメント中の達成例はない。
- 1962年、アメリカアーカンソー州のHope Country Clubの右ドッグレッグの5番ホール（480ヤード）において、Larry Bruceが世界初のコンドルを記録した。
- 1995年、イギリス南部ChristowのTeign Valley Golf Clubの馬蹄型の17番ホール（496ヤード）において、Shaun Lynchが世界初の3番アイアンによるコンドルを記録した[2]。
- 2002年、アメリカコロラド州のGreen Valley Ranch Golf Clubの9番ホール（517ヤード）において、Mike Creanが世界初のストレートコースにおけるコンドルを記録した[3]。これは世界最長のホールインワン記録でもある。
- 2007年11月3日、オーストラリアニューサウスウェールズ州のRoyal Wentworth Falls Country Clubの17番ホール（467ヤード）において、16歳のJack Bartlettが世界最年少のコンドルを記録した。